# Ripperda (Adelsgeschlecht)

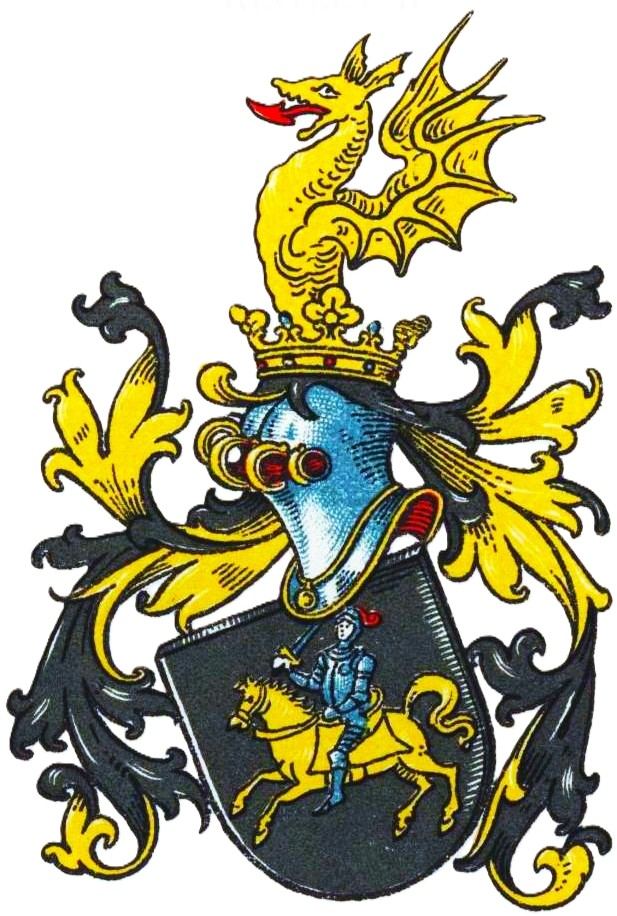
Stammwappen derer von Ripperda im Wappenbuch des Westfälischen Adels

Ripperda ist ein 1057 erstmals genanntes Adelsgeschlecht aus Ostfriesland und Groningen, das später zu den wichtigsten niederländischen, westfälischen und ostfriesischen Geschlechtern gehörte.

## Ursprung
Die Ripperdas sind ein uradeliges Geschlecht von Häuptlingen und Junkern das aus Ostfriesland stammt und sich im 13. Jahrhundert in der Gegend von Holwierde in Fivelingo (Groningen) niederließ. Sie erscheinen erstmals im 11. Jahrhundert mit Frerik von Ripperda, doch die Stammreihe beginnt urkundlich erst zwischen 1375 und 1398 mit dem Propst und Häuptling Unico I. von Ripperda auf Farmsum.
Der Name Ripperda ist vermutlich eine Ableitung des männlichen Vornamens Rippert (Rupert). Als Kuriosum wird auch erwähnt, Ripperda könnte von „reit das Pferd da“ abgeleitet sein. In der Familientradition sind viele Angehörige der Familie beim Sturz mit dem Pferde zu Tode gekommen. Historiker sprechen vom „Ripperda-Tod“.

## Standeserhöhungen
1474 wird Unico II. von Ripperda auf Farmsum samt seinen Nachkommen durch eine Urkunde des Kaisers Friedrich III. als reichsunmittelbarer Häuptling und Freiherr anerkannt. Kaiser Leopold I. bestätigte am 3. September 1676 zu Wien dieses Reichsfreiherrendiplom für das ganze Geschlecht von Ripperda.
Die niederländischen Linien von Farmsum, Winsum, Petkum, Vorden, Weldam und Oosterwijtwerd waren bereits am Anfang des 19. Jahrhunderts erloschen. Die niederländische und österreichische Linie von Boxbergen erlosch 1920 und die deutsche Linie von der Ellerburg nach dem Zweiten Weltkrieg.
Die einzigen noch existierenden Ripperdas sind einige dänische Nachkommen der Linie zur Ellerburg und Stammhalter der deutsch-niederländischen Linie von Ripperda-Cosyn (auch Cosyn von Ripperda), welche aus der Ellerburger Linie hervorgegangen ist.
Weiter gibt es noch zahlreiche Nachkommen eines illegitimen Zweigs bei Lingen (Deutschland) und in den Vereinigten Staaten. Stammvater dieses illegitimen Zweigs ist François Joseph Ripperda, ein am 12. Mai 1731 in Den Haag unehelich geborener 2. Sohn des in den spanischen Herzogstand erhobenen Juan Guillermo Riperdá (Johan Willem Ripperda) und der Josepha Francisca Ramos. Diese Nachkommen sind nicht adelig.

## Wappen
Das Stammwappen zeigt in Schwarz einen gold-geharnischten Ritter mit gezücktem Schwert auf geharnischtem Ross. Auf dem Helm mit schwarz-goldenen Decken ein goldener Drachenkopf mit gespaltener roter Zunge, roten Ohrenspitzen und goldenem Halsband mit Ring zwischen offenem goldenen Flug.

Stammwappen derer von Ripperda
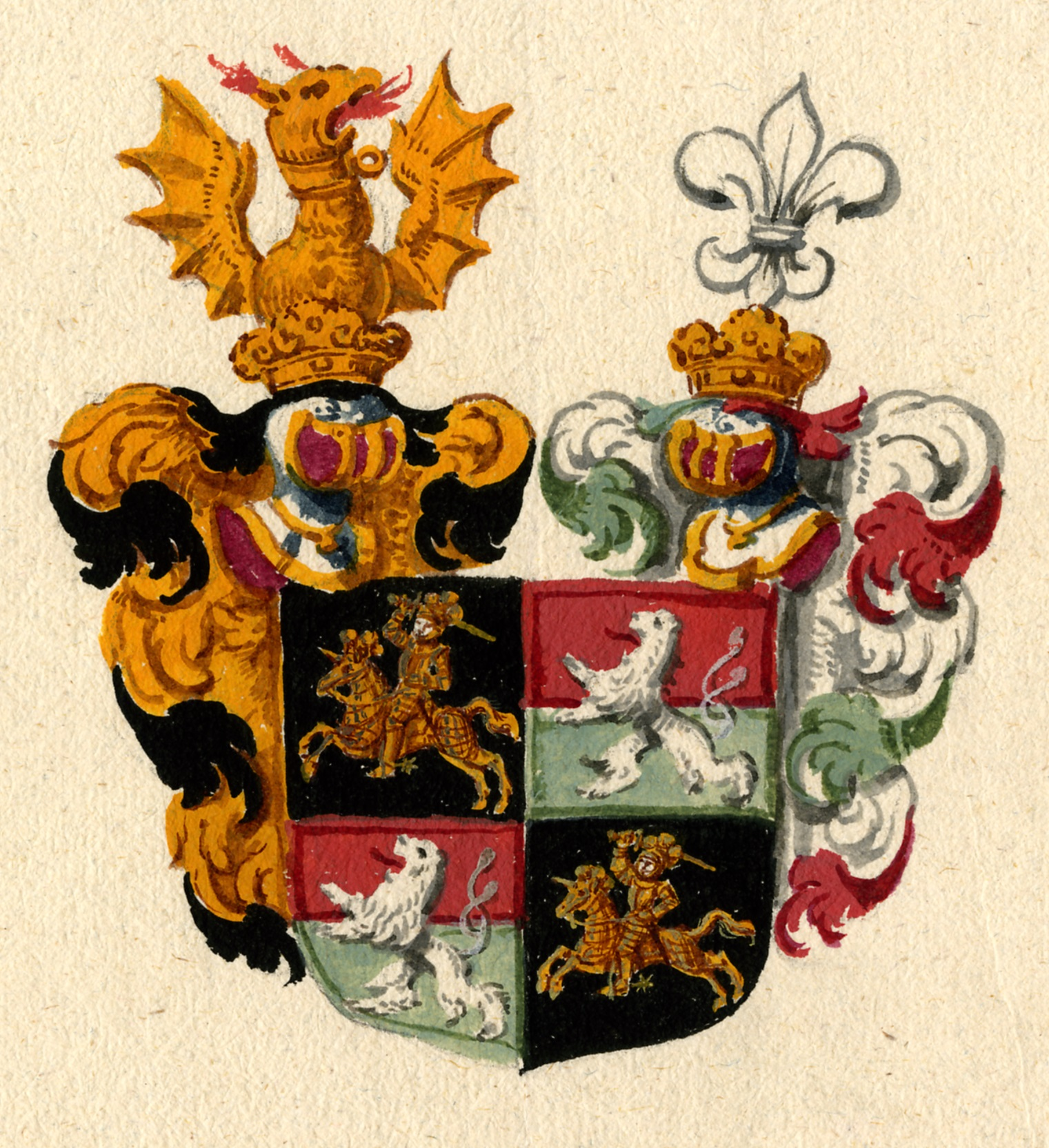
Wappen der Reichsfreiherren von Ripperda zu Petkum
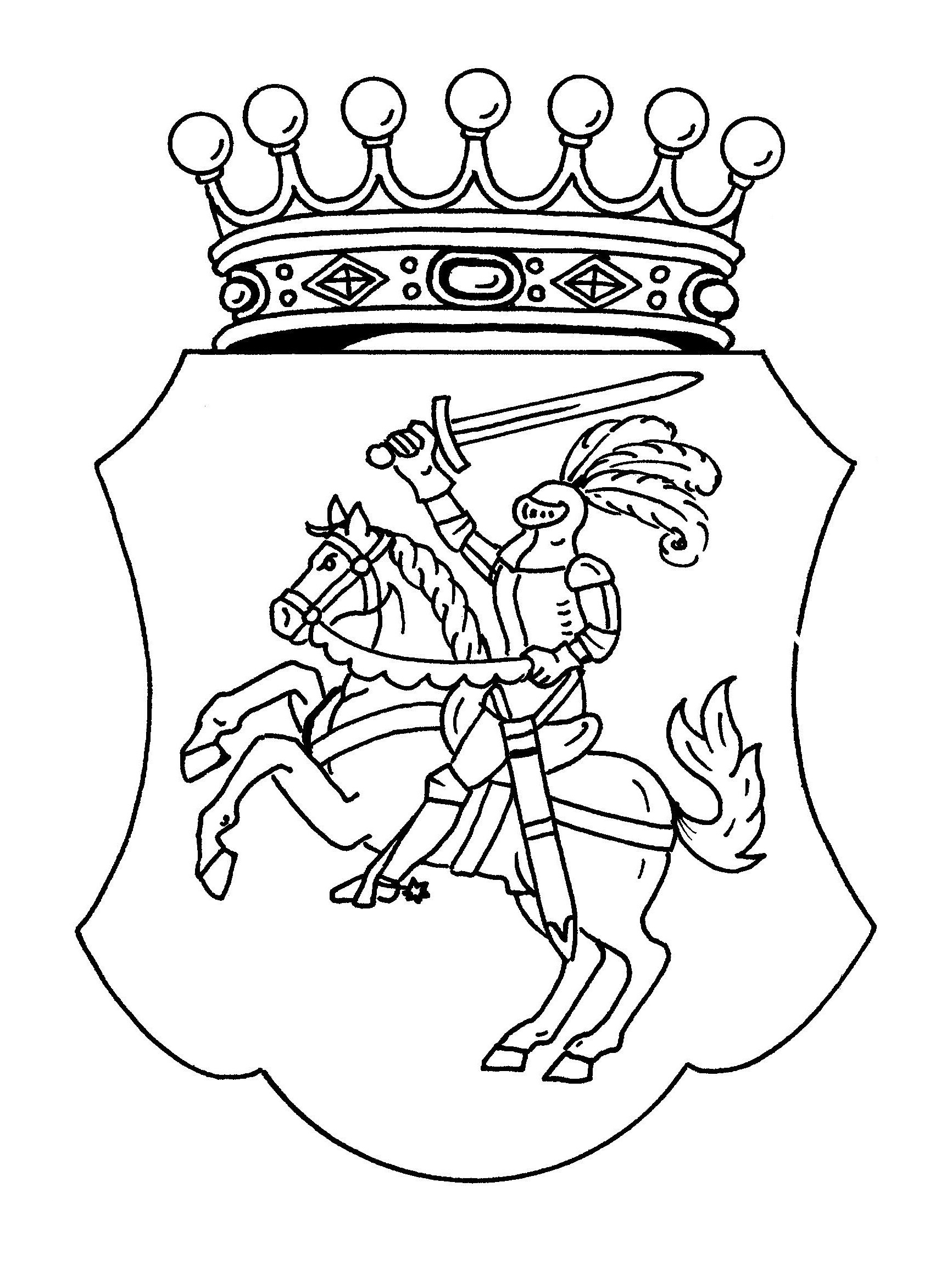
Stammwappen der Reichsfreiherren von Ripperda
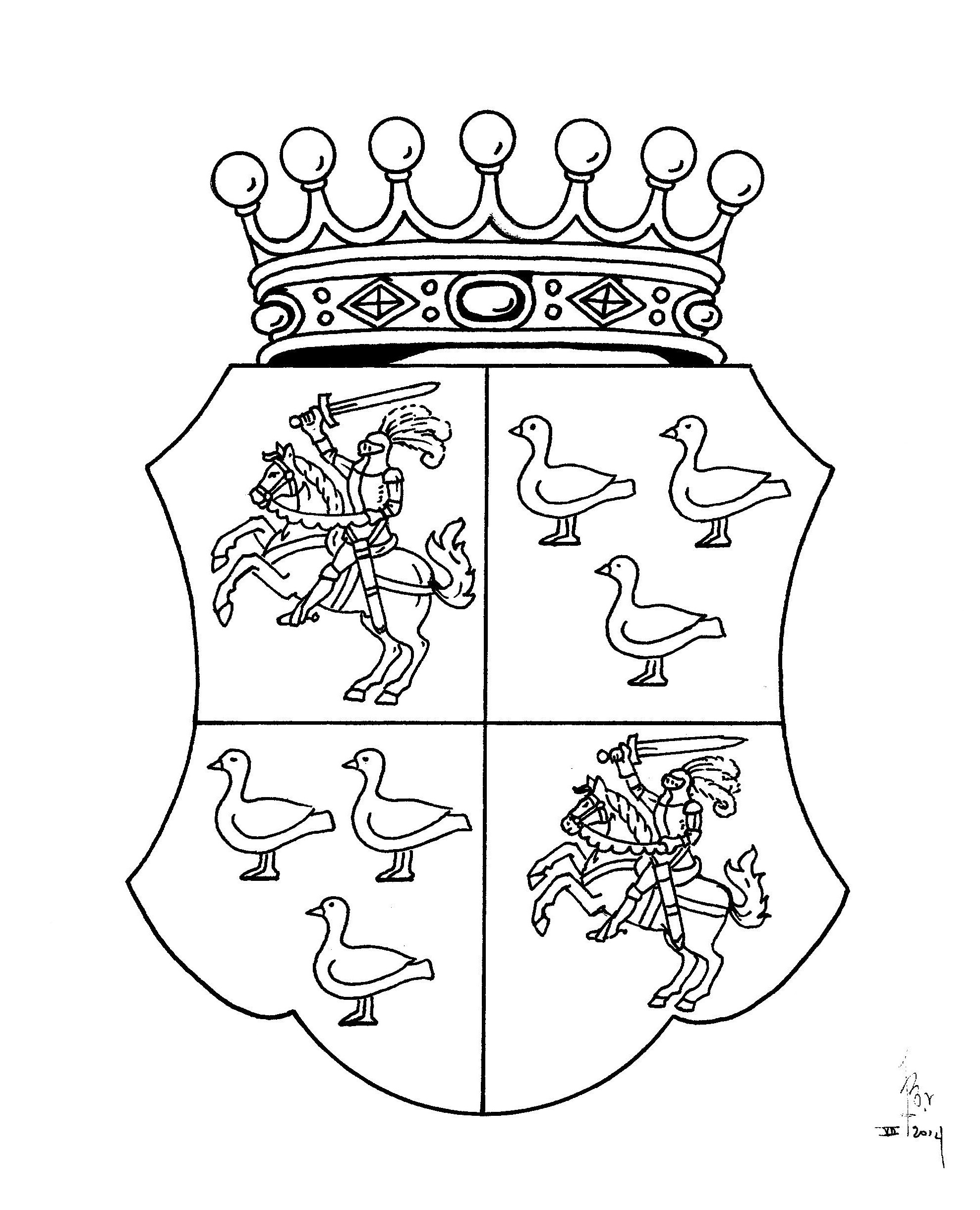
Wappen der Reichsfreiherren von Ripperda-Cosyn
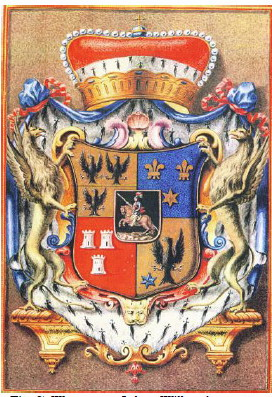
Wappen des Herzogs von Ripperda

## Bekannte Mitglieder
- Juan Guillermo Riperdá (1680–1738), politischer Abenteurer, spanischer Minister und Herzog
- Wigbolt Ripperda tot Winsum, Gouverneur von Haarlem
- Willem Ripperda (1600–1669), Gesandter der niederländischen Generalstaaten bei den Verhandlungen zum Westfälischen Frieden
- August von Ripperda (1779–1863), Offizier und Landrat des Kreises Düren
- Bolo von Ripperda (1630–1680), Präsident der Ostfriesischen Landschaft